# جون مورتون (ملحن)
جون مورتون (بالإنجليزية: John Morton)‏ هو ملحن أمريكي، ولد في 1954.

## روابط خارجية
- جون مورتون على موقع ميوزك برينز (الإنجليزية)
- جون مورتون على موقع ديسكوغز (الإنجليزية)